# Meet the Vamps
Meet the Vamps es el álbum de estudio debut de la banda británica de pop The Vamps. Fue lanzado inicialmente en Australia y Nueva Zelanda el 11 de abril de 2014, y publicado en el Reino Unido a través de Virgin EMI Records el 14 de abril. El álbum incluye los sencillos número cinco en el Reino Unido "Can We Dance", "Wild Heart", "Last Night" y "Somebody to You".
El álbum recibió críticas generalmente positivas por parte de la crítica musical. Debutó en el número dos en el Reino Unido y la República de Irlanda, alejado del número uno en ambos países por Caustic Love de Paolo Nutini. Fue el 23º álbum más vendido en 2014 en el Reino Unido.

## Antecedentes y promoción
Después de que James McVey conociera a Brad Simpson a través de YouTube a finales de 2011, el dúo comenzó a trabajar juntos en su álbum debut. Más tarde conocieron a Tristan Evans y Connor Ball y se convirtieron en un cuarteto. Firmaron un contrato discográfico con Mercury Records en noviembre de 2012. El 22 de marzo de 2014, The Vamps anunciaron que su álbum debut se llamaría Meet the Vamps y saldría a la venta el 15 de abril de 2014.
The Vamps se embarcaron en su primera gira en el Reino Unido en apoyo de su álbum de estudio debut y tocaron 14 fechas en todo el país. Hicieron el anuncio a través de su cuenta de Twitter el 12 de febrero de 2014.

## Sencillos
- "Can We Dance" fue lanzado el 29 de septiembre de 2013 como el sencillo debut de The Vamps y el sencillo principal del álbum. Previamente había estado en camino de debutar en el número uno en la UK Singles Chart, finalmente entró en el número dos, siendo superado en el primer puesto por "Counting Stars" de OneRepublic.[8] La canción también ha alcanzado el número 17 en Australia y el 19 en Nueva Zelanda.
- "Wild Heart" fue lanzado como segundo sencillo del álbum el 19 de enero de 2014. La canción alcanzó el número 3 en el Reino Unido.
- "Last Night" fue lanzado como tercer sencillo el 6 de abril de 2014, y alcanzó el número 2 en la lista de singles del Reino Unido.
- Una nueva versión de "Somebody to You" con la participación de Demi Lovato fue lanzada como el cuarto sencillo en el Reino Unido y el sencillo debut de The Vamps en los Estados Unidos el 18 de mayo de 2014, y alcanzó el número cuatro en la lista de singles del Reino Unido.
- Una nueva versión de "Oh Cecilia (Breaking My Heart)", en la que participa Shawn Mendes, se lanzó como quinto sencillo del álbum el 12 de octubre de 2014. La canción alcanzó el número 9 en la lista UK Singles Chart. Está certificada como Plata en el Reino Unido.

### Sencillos promocionales
- "Dangerous" fue lanzado como sencillo promocional el 14 de abril de 2014.[9]

## Recepción

### Recepción Crítica
El álbum recibió críticas generalmente positivas por parte de la crítica musical. El crítico de AllMusic Matt Collar señaló que el álbum "muestra la enérgica mezcla de pop melódico y música de baile del grupo" Lewis Corner, de Digital Spy, hizo una crítica positiva del álbum, afirmando: "...Meet contiene un puñetazo pop lo suficientemente grande como para atravesar el sobresaturado panorama y hacerse notar. Puede que tengan mucha competencia, pero The Vamps han demostrado que son más que capaces de afrontar el reto". Caroline Sullivan de The Guardian también valoró positivamente el álbum. En su opinión, "hay segmentos de Meet the Vamps que son realmente divertidos", pero también opinó que "hay muchos momentos en los que sería difícil elegir a los Vamps en una alineación junto a One Direction y Peter Andre (cuyo "Mysterious Girl" claramente proporcionó gran parte de la inspiración para "Girls on TV")". Aquí es donde sus orígenes como grupo de versiones de YouTube son más evidentes, y la necesidad de una voz propia más sentida"  Matthew Horton de Virgin Media llamó al álbum "un esfuerzo atractivo que añade algo al paisaje pop".

### Recepción  comercial
Meet the Vamps debutó en el número dos de la Irish Albums Chart, por detrás de Caustic Love de Paolo Nutini. El mismo álbum lo mantuvo fuera del número uno de la UK Albums Chart. Vendió 47.160 unidades en su primera semana, y fue el 23º álbum más vendido de 2014. Ha sido certificado disco de Platino por la Industria Fonográfica Británica (BPI) por las ventas de más de 300.000 copias.
En Australia, el álbum debutó en el número tres de las ARIA Charts, por detrás de la banda sonora de Frozen y de The New Classic de Iggy Azalea. En Estados Unidos, el álbum debutó en el número 40 de la lista de álbumes Billboard 200 en su primera semana de lanzamiento, con unas 10.000 copias vendidas. Para octubre de 2015, el álbum vendió 51.000 copias en EE. UU.

## Lista de Canciones
| Standard Edition |                                  |                                 |          |  |
| N.º              | Título                           | Producer(s)                     | Duración |  |
| 1.               | «Wild Heart»                     | Espionage                       | 3:11     |  |
| 2.               | «Last Night»                     | TMS                             | 3:07     |  |
| 3.               | «Somebody to You»                | Falk Lundin                     | 3:03     |  |
| 4.               | «Can We Dance»                   | Espionage                       | 3:12     |  |
| 5.               | «Girls on TV»                    | Prime Jay Reynolds              | 3:23     |  |
| 6.               | «Risk It All»                    | Prime                           | 3:38     |  |
| 7.               | «Oh Cecilia (Breaking My Heart)» | Espionage                       | 3:16     |  |
| 8.               | «Another World»                  | Brian Rawling Paul Meehan Bates | 3:34     |  |
| 9.               | «Move My Way»                    | Reynolds                        | 3:28     |  |
| 10.              | «Shout About It»                 | Prime                           | 3:41     |  |
| 11.              | «High Hopes»                     | Jones                           | 3:30     |  |
| 12.              | «She Was the One»                | David Bendeth                   | 3:20     |  |
| 13.              | «Dangerous»                      | Reynolds Evans                  | 3:55     |  |
| 14.              | «Lovestruck»                     | Baran                           | 3:41     |  |
| 15.              | «Smile»                          | Reynolds                        | 3:01     |  |
| 51:00            |                                  |                                 |          |  |

| Meet the Vamps – iTunes Store deluxe edition bonus tracks |                |             |          |  |
| N.º                                                       | Título         | Producer(s) | Duración |  |
| 16.                                                       | «On the Floor» | Espionage   | 3:28     |  |
| 17.                                                       | «Golden»       | Smith       | 3:19     |  |
| 18.                                                       | «Fall»         | The Nexus   | 3:03     |  |
| 60:50                                                     |                |             |          |  |

| Meet the Vamps – DVD edition |                      |          |  |
| N.º                          | Título               | Duración |  |
| 1.                           | «Story of The Vamps» | 75:00    |  |

### Christmas Edition
Meet the Vamps: Christmas Edition salió a la venta el 1 de diciembre de 2014. Incluye ocho canciones navideñas, la versión original de "Somebody To You" y un DVD de la banda actuando en directo en Birmingham NIA el 5 de octubre de 2014. La versión de iTunes solo incluye canciones y no está disponible en la tienda estadounidense.
| CD and iTunes Store |                                                     |                      |          |  |
| N.º                 | Título                                              | Producer(s)          | Duración |  |
| 1.                  | «Jingle Bell Rock»                                  |                      | 2:15     |  |
| 2.                  | «Sleighing in the Snow»                             |                      | 2:42     |  |
| 3.                  | «Hoping for Snow»                                   |                      | 3:39     |  |
| 4.                  | «We Wish You a Merry Christmas»                     |                      | 2:02     |  |
| 5.                  | «I Wish It Could Be Christmas Everyday»             |                      | 3:06     |  |
| 6.                  | «Hallelujah»                                        |                      | 3:45     |  |
| 7.                  | «Jingle Bells»                                      |                      | 3:01     |  |
| 8.                  | «Silent Night»                                      |                      | 2:06     |  |
| 9.                  | «Wild Heart»                                        | Espionage            | 3:11     |  |
| 10.                 | «Last Night»                                        | TMS                  | 3:07     |  |
| 11.                 | «Somebody to You» (con Demi Lovato)                 | Falk Lundin          | 3:03     |  |
| 12.                 | «Can We Dance»                                      | Espionage            | 3:37     |  |
| 13.                 | «Girls on TV»                                       | Prime Reynolds       | 3:23     |  |
| 14.                 | «Risk It All»                                       | Prime                | 3:38     |  |
| 15.                 | «Oh Cecilia (Breaking My Heart)» (con Shawn Mendes) | Espionage            | 3:16     |  |
| 16.                 | «Another World»                                     | Rawling Meehan Bates | 3:34     |  |
| 17.                 | «Move My Way»                                       | Reynolds             | 3:28     |  |
| 18.                 | «Shout About It»                                    | Prime                | 3:41     |  |
| 19.                 | «High Hopes»                                        | Jones                | 3:30     |  |
| 20.                 | «She Was the One»                                   | Bendeth              | 3:20     |  |
| 21.                 | «Dangerous»                                         | Reynolds Evans       | 3:55     |  |
| 22.                 | «Lovestruck»                                        | Baran                | 3:41     |  |
| 23.                 | «Smile»                                             | Reynolds             | 3:01     |  |
| 24.                 | «Somebody to You»                                   | Falk Lundin          | 3:03     |  |
| 77:04               |                                                     |                      |          |  |

| DVD: Meet the Vamps Live |                       |          |  |
| N.º                      | Título                | Duración |  |
| 1.                       | «Meet the Vamps Live» |          |  |

### US version
| Meet the Vamps – Standard version |                                                     |                      |          |  |
| N.º                               | Título                                              | Producer(s)          | Duración |  |
| 1.                                | «Can We Dance»                                      | Espionage            | 3:12     |  |
| 2.                                | «Somebody to You» (con Demi Lovato)                 | Falk Lundin          | 3:03     |  |
| 3.                                | «Last Night»                                        | TMS                  | 3:07     |  |
| 4.                                | «Oh Cecilia (Breaking My Heart)» (con Shawn Mendes) | Espionage            | 3:16     |  |
| 5.                                | «Girls on TV»                                       | Prime Reynolds       | 3:23     |  |
| 6.                                | «Risk It All»                                       | Prime                | 3:38     |  |
| 7.                                | «Hurricane»                                         |                      | 3:15     |  |
| 8.                                | «Wild Heart»                                        | Espionage            | 3:11     |  |
| 9.                                | «Another World»                                     | Rawling Meehan Bates | 3:34     |  |
| 10.                               | «Move My Way»                                       | Reynolds             | 3:28     |  |
| 11.                               | «She Was the One»                                   | Bendeth              | 3:20     |  |
| 12.                               | «Smile»                                             | Reynolds             | 3:01     |  |
| 39:28                             |                                                     |                      |          |  |

| Meet the Vamps – iTunes deluxe edition bonus tracks |                  |                |          |  |
| N.º                                                 | Título           | Producer(s)    | Duración |  |
| 13.                                                 | «High Hopes»     | Jones          | 3:30     |  |
| 14.                                                 | «Shout About It» | Prime          | 3:41     |  |
| 15.                                                 | «Dangerous»      | Reynolds Evans | 3:55     |  |
| 50:34                                               |                  |                |          |  |

| Meet the Vamps – Target deluxe edition bonus tracks |                                 |             |          |  |
| N.º                                                 | Título                          | Producer(s) | Duración |  |
| 13.                                                 | «Jingle Bells»                  |             | 3:01     |  |
| 14.                                                 | «Hoping for Snow»               |             | 3:39     |  |
| 15.                                                 | «We Wish You a Merry Christmas» |             | 2:02     |  |
| 48:10                                               |                                 |             |          |  |

## Charts

### Weekly charts
| Chart (2014)                           | Peak position |
| -------------------------------------- | ------------- |
| Australia (ARIA)                       | 3             |
| Bélgica (Ultratop flamenca)            | 24            |
| Bélgica (Ultratop valona)              | 35            |
| China (Sino Chart)                     | 12            |
| República Checa (ČNS IFPI)             | 59            |
| Dinamarca (Hitlisten)                  | 20            |
| Países Bajos (Album Top 100)           | 35            |
| Francia (SNEP)                         | 29            |
| Irlanda (IRMA)                         | 2             |
| Italia (FIMI)                          | 9             |
| Japón (Oricon)                         | 24            |
| Nueva Zelanda (Recorded Music NZ)      | 8             |
| Noruega (VG-lista)                     | 17            |
| Polonia (ZPAV)                         | 21            |
| Portugal (AFP)                         | 13            |
| Escocia (Scottish Albums Chart)        | 2             |
| España (PROMUSICAE)                    | 7             |
| Suiza (Schweizer Hitparade)            | 10            |
| Reino Unido (UK Albums Chart)          | 2             |
| Reino Unido (UK Album Downloads)       | 3             |
| Estados Unidos (Billboard 200)         | 40            |
| Estados Unidos (Top Tastemaker Albums) | 24            |

### Year-end charts
| Chart (2014)                | Position |
| --------------------------- | -------- |
| Reino Unido UK Albums Chart | 23       |

## Historial de Lanzamiento
| País           | Fecha                   | Formatos                | Versión            | Discográfica |
| -------------- | ----------------------- | ----------------------- | ------------------ | ------------ |
| Australia      | 11 de abril de 2014     | CD descarga digital     | Standard Deluxe    | Virgin EMI   |
| Irlanda        | 11 de abril de 2014     | CD descarga digital DVD | Standard Deluxe    | Virgin EMI   |
| Nueva Zelanda  | 11 de abril de 2014     | CD descarga digital     | Standard Deluxe    | Virgin EMI   |
| Reino Unido    | 15 de abril de 2014     | CD descarga digital DVD | Standard Deluxe    | Virgin EMI   |
| Japón          | 21 de mayo de 2014      | CD descarga digital DVD | Standard Deluxe    | Virgin EMI   |
| Canadá         | 4 de noviembre de 2014  | CD descarga digital     | Standard Deluxe    | Virgin EMI   |
| Estados Unidos | 4 de noviembre de 2014  | CD descarga digital     | Standard Deluxe    | Virgin EMI   |
| Irlanda        | 28 de noviembre de 2014 | CD descarga digital     | Christmas Edition  | Virgin EMI   |
| Canadá         | 1 de diciembre de 2014  | CD descarga digital     | Christmas Edition  | Virgin EMI   |
| Reino Unido    | 1 de diciembre de 2014  | CD descarga digital     | Christmas Edition  | Virgin EMI   |
| Japón          | 1 de diciembre de 2014  | descarga digital        | Christmas Edition  | Virgin EMI   |
| Japón          | 28 de enero de 2015     | CD / DVD                | Japan Tour Edition | Mercury      |